# Kutina (rzeka)
Kutina – rzeka w Chorwacji, dopływ Lonji. Jej długość wynosi 25,4 km.
Płynie przez zachodnią Slawonię. Powierzchnia jej dorzecza wynosi 106 km². Wypływa pod Moslavačką gorą.